# Bassin du rio Paraíba do Sul
Le bassin du rio Paraíba do Sul est situé dans le Sud-Est du Brésil. Il a une aire totale de 55 400 km2. Il inclut les territoires des états de São Paulo (13 500 km2), Rio de Janeiro (21 000 km2) et Minas Gerais (20 900 km2), se caractérisant pour occuper une zone écologique marquée par la Mata Atlântica. 

## Principales municipalités situées dans le bassin du Paraíba do Sul

### São Paulo
- Cruzeiro
- Guaratinguetá
- Igaratá
- Jacareí
- Lavrinhas
- Lorena
- Pindamonhangaba
- Piquete
- Queluz
- Santa Branca
- São José dos Campos
- Taubaté
- Tremembé

### Minas Gerais
- Cataguases
- Juiz de Fora
- Muriaé
- Ubá

### Rio de Janeiro
- Barra Mansa
- Barra do Piraí
- Campos dos Goytacazes
- Itaperuna
- Nova Friburgo
- Petrópolis
- Resende
- Volta Redonda

## Tronçon pauliste du bassin du do Paraíba do Sul
Selon le Décret nº 10.755, du 22 novembre 1977 - Gouvernement de l'État de São Paulo
1.7 - Du Bassin du Rio Paraíba: 
a) Le Córrego da Tabuleta et tous ses affluents jusqu'à la confluence avec le ribeirão Benfica, sur la municipalité de Piquete;

b) Le ribeirão da Água Limpa et tous ses affluents jusqu'à la confluence avec le Ribeirão da Saudade, sur la municipalité de Cruzeiro;

c) Le ribeirão Benfíca et tous ses affluents jusqu'à la confluence avec le córrego da Tabuleta, sur la municipalité de Piquete;

d) Le ribeirão dos Buenos ou dos Moreiras et tous sess affluents jusqu'à la confluence avec le ribeirão dos Guarulhos, sur la municipalité de Pindamonhangaba;

e) Le ribeirão Grande et tous ses affluents jusqu'à la confluence avec le córrego do Cachoeirão, sur la municipalité de Pindamonhangaba;

f) Le ribeirão da Limeira et tous ses affluents jusqu'à la confluence avec le ribeirão do Ronco, sur la limite des municipalités de Piquete et Lorena;

g) Le ribeirão dos Lopes et tous ses affluents de la rive gauche  jusqu'à la confluence avec le Córrego do Goiabal, sur la municipalité de Cruzeiro;

h) Le ribeirão do Ronco et tous ses affluents jusqu'à la confluence avec le jusqu'à la confluence avec le ribeirão da Limeira, sur la limite des municipalités de Piquete et Lorena;

i) Le ribeirão do Sertão et tous ses affluents jusqu'à la cote 760, sur la municipalité de Piquete;

j) Le ribeirão do Taquaral ou do Peixe et tous ses affluents jusqu'à la confluence avec le rio Guaratinguetá, sur la municipalité de Guaratinguetá;

I) Le rio Buquira ou Ferrão et tous ses affluents jusqu'au córrego do Bengala, sur la municipalité de São José dos Campos;

m) Le rio Claro et tous ses affluents jusqu'à la confluence avec le córrego Curape, sur la limite des municipalités de Lavrinhas et Queluz;

n) Le rio das Cruzes et tous ses affluents jusqu'à la confluence avec le córrego da Cascata, inclusive, sur la municipalité de Queluz;

o) Le rio Entupido et tous ses affluents jusqu'à la confluence avec le córrego Bela Aurora, inclusive, sur la municipalité de Queluz;

p) Le rio Guaratinguetá et tous ses affluents jusqu'à la confluence avec le ribeirão do Taquaral ou do Peixe, sur la municipalité de Guaratinguetá;

q) Le rio Jacú et tous ses affluents jusqu'à la confluence avec le ribeirão do Braço, sur la municipalité de Lavrinhas;

r) Le rio Jaguari et tous ses affluents, excepté le ribeirão Araquara, jusqu'à son barrage, sur la municipalité de Igaratá;

s) Le rio Paraíba, y compris ses sources Paraitinga et Paraibuna, et tous leurs affluents respectifs, jusqu'au barrage de Santa Branca, sur la municipalité de Santa Branca;

t) Le rio Piagüi et tous ses affluents de la rive droite  jusqu'à la confluence avec le córrego Caracol, inclusive, sur la municipalité de Guaratinguetá;

u) Tous les affluents de la rive gauche  du rio Piagui jusqu'à la confluence avec le rio Batista, inclusive, sur la municipalité de Guaratinguetá;

v) Tous les affluents de la rive gauche  du rio Piquete jusqu'à la confluence avec le ribeirão Passa Vinte, sur la limite des municipalités de Cachoeira Paulista et Cruzeiro;

x) Le rio Piracuama et tous ses affluents jusqu'à la confluence avec le ribeirão do Machado, sur la municipalité de Tremembé.<b